# Karine Ramondy
Karine Ramondy une historienne française.
Elle est associée à Blick Bassy dans la commission mémoire sur le Cameroun créée par Emmanuel Macron.

## Biographie

### Formation
Après un DEA d'histoire ancienne, Karine Ramondy est professeure certifiée d'histoire-géographie à partir de 1994, puis PRAG/PRCE d'histoire à Paris IV en 2009-2013. Elle présente un M2 d'histoire contemporaine en 2011, puis soutient en 2018 à l'Université Paris I Panthéon-Sorbonne une thèse consacrée aux trajectoires de quatre leaders politiques d’Afrique centrale (Barthélémy Boganda, Patrice Lumumba, Félix Moumié et Ruben Um Nyobè) au temps des indépendances, sous la codirection de Robert Frank et Elikia M'Bokolo,,,.
Karine Ramondy est chercheuse partenaire à l'UMR Sirice de Paris 1,.

### Carrière
Elle est auteure de livres et d'articles sur des assassinats de personnalités politiques africaines avant les indépendances. Elle travaille sur des parcours tels que celui de Félix Moumié,,. Ses recherches concernent l’histoire de l’Afrique dans les relations internationales au XXe siècle et l’histoire du panafricanisme,,,.
En février 2023, elle est nommée, aux côtés de Blick Bassy, codirectrice de la Commission mémoire sur le Cameroun instaurée par Emmanuel Macron. Cette commission est chargée d'étudier l'action de la France pendant la colonisation et après l'indépendance du Cameroun. Cette commission, controversée, a fait l'objet de doutes et de suspicions par des historiens camerounais[Lesquels ?], qui la percevaient comme une tentative de politisation et de confiscation du discours sur cette question historique.